# Serik Yeleuov
Serik Samatüly Yeleuov (en kazajo: Серік Саматұлы Елеуов; Karagandá, URSS, 15 de diciembre de 1980) es un deportista kazajo que compitió en boxeo. Participó en los Juegos Olímpicos de Atenas 2004, obteniendo una medalla de bronce en el peso ligero.

## Palmarés internacional
| Juegos Olímpicos | Juegos Olímpicos | Juegos Olímpicos  | Juegos Olímpicos |
| Año              | Lugar            | Medalla           | Categoría        |
| ---------------- | ---------------- | ----------------- | ---------------- |
| 2004             | Atenas (Grecia)  | Medalla de bronce | 60 kg            |